# Манепло
Манепло (бірм. မာနယ်ပလော, Manerplaw) — місто в штаті Карен (Каїн), М'янма, яке під час громадянської війни було центром визвольного руху каренів, котрі намагалися створити незалежну державу Котхолей ще з кінця 1940-х років. Тут до січня 1995 знаходилася штаб-квартира партії Каренської Національної Спілки. На початку 1995 року бірманські війська штурмували місто і завдали KNU тяжкої поразки, після заняття Манепло позиції каренського опору різко ослабли.

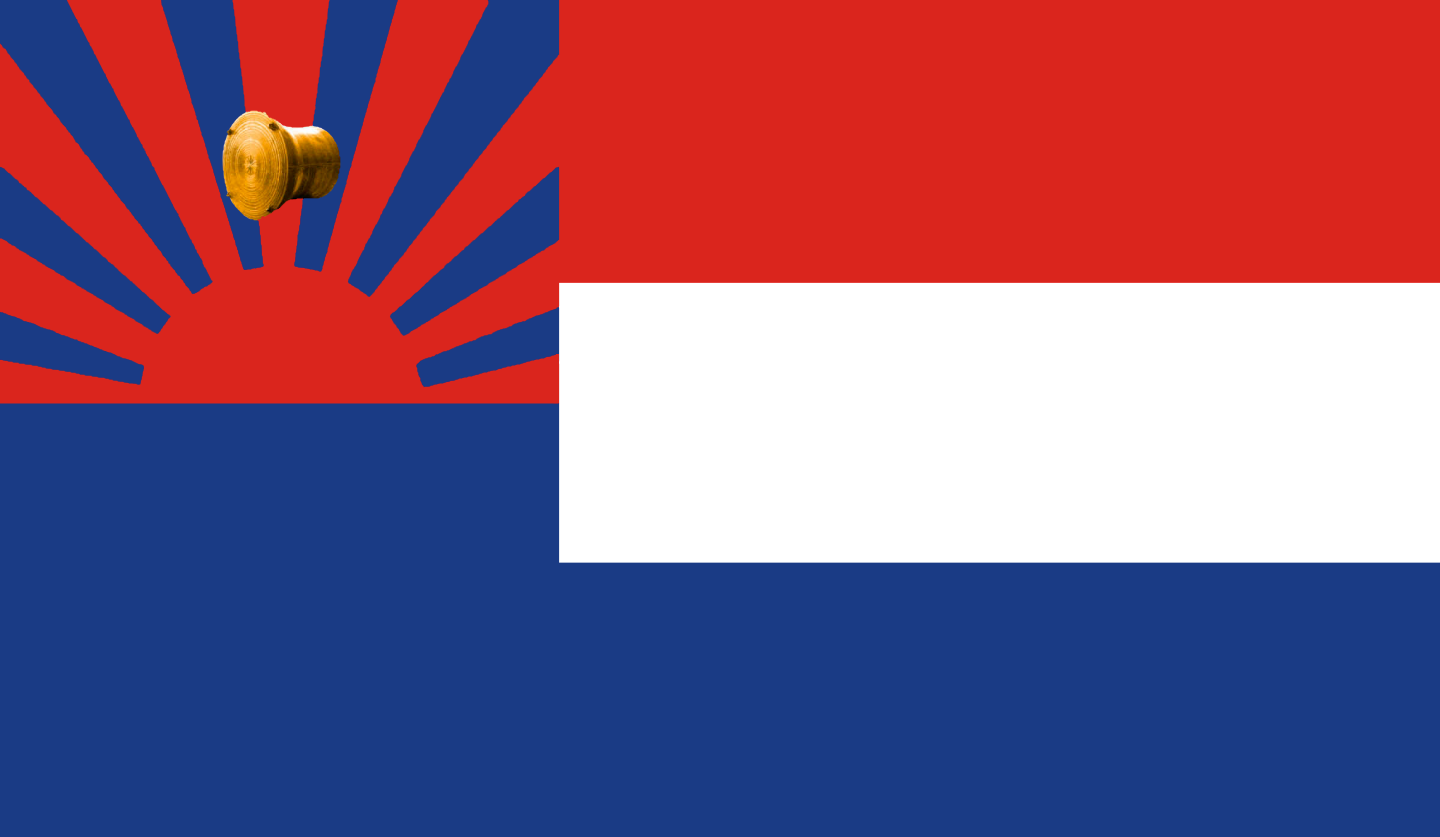
Прапор Каренского Національного Союзу (KNU)

Держава Котхолей, яку передбачалося утворити на частині території штату Карен, перекладається з каренських мови як «Зелена Земля», проте ту же назву можна інтерпретувати як «відвойована земля». У цю державу передбачалося включити також частину дельти річки Іраваді, на яку також претендували карени.